# 닌

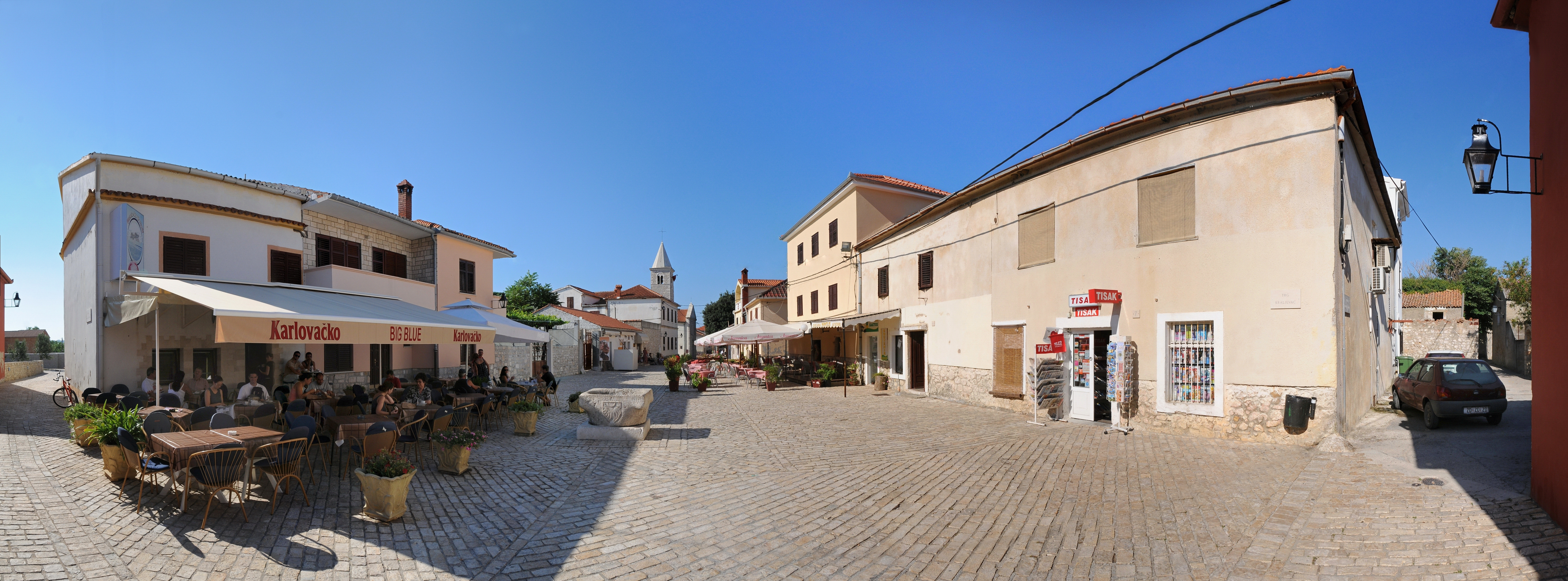
닌

닌(크로아티아어: Nin, 이탈리아어: Nona 노나[*])은 크로아티아 자다르주에 위치한 도시로 인구는 2,744명(2011년 기준)이다. 자다르의 북동쪽에 위치하며 아드리아해 동부 연안의 석호와 접한다.
중세 크로아티아의 기독교 주교구가 있던 곳으로서 크로아티아 자치 불교의 중심지였던 곳이다. 달마티아 공작의 거처가 있던 곳이기도 하다.